# Ixalerpeton
Ixalerpeton (nombre que significa "reptil saltador") es un género extinto de dinosauromorfo perteneciente a la familia de los lagerpétidos, y solo incluye a una especie, I. polesinensis. Vivió durante el Triásico Superior en Brasil junto al dinosaurio sauropodomorfo Buriolestes.

## Descubrimiento y denominación

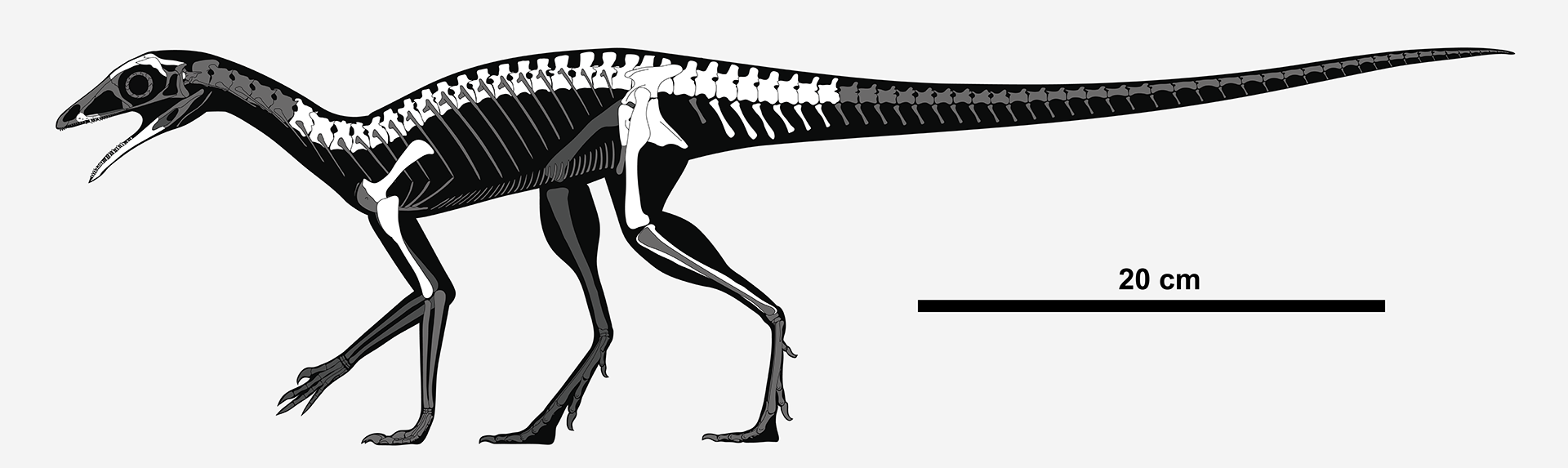
Ilustración del esqueleto de Ixalerpeton polesinensis (En blanco los elementos conocidos)

El espécimen holotipo de Ixalerpeton, catalogado como ULBRA-PVT059, consiste de partes del cráneo, la columna vertebral, y las cuatro extremidades. El espécimen proviene de estratos del Carniense de la Formación Santa Maria de Brasil, y fue hallado junto a dos individuos de Buriolestes así como un conjunto de fémures pertenecientes a un segundo individuo de Ixalerpeton. El nombre del género Ixalerpeton combina los términos griegos ixalos ("saltar") y erpeton ("reptil"), mientras que el nombre de la especie, polesinensis hace referencia al pueblo de São João do Polêsine, en el cual se localiza el sitio de excavación.

## Descripción
Ixalerpeton era similar a los otros lagerpétidos (es decir, Dromomeron y Lagerpeton) al tener cuatro largas extremidades con puntos de sujeción muscular bien desarrollados en el fémur; en particular, su cuarto trocánter era muy grande y formaba una cresta (a diferencia de Dromomeron). Sin embargo, las últimas vértebras dorsales de Ixalerpeton no tenían las espinas neurales inclinadas hacia adelante como en Lagerpeton (las cuales estarían asociadas con la capacidad de salto de este último). Además del cuarto trocánter agrandado, hay un conjunto de otras características que diferencian a Ixalerpeton de los demás lagerpétidos conocidos anteriormente; tiene un antitrocánter en el ilion; el extremo inferior de eje del isquion es alto; no tiene un proceso ambiens en el pubis; el cóndilo medial en el fémur es relativamente aplanado en el extremo frontal pero posee un ángulo agudo en el extremo posterior; y la superficie posterior en el extremo superior de la tibia tiene un surco profundo.
La cabeza y extremidades delanteras halladas en Ixalerpeton constituyen los primeros de estos elementos que han sido encontrados para un lagerpétido. A diferencia de los dinosauriformes, la fenestra postemporal en la parte posterior del cráneo es grande; hay un hueso adicional, el postfrontal, que bordea la órbita ocular; no tiene la fosa supratemporal, la cual es una depresión hallada en el  hueso frontal de los dinosauriformes; y la cavidad glenoidea en la escápula, en donde se encuentra la articulación de la escápula con el húmero, sobresale levemente hacia los lados en lugar de hacia atrás. Por otra parte, hay un receso anterior timpánico en el neurocráneo, y la cresta deltopectoral en el húmero es larga, los cuales son rasgos comunes entre los dinosauromorfos basales.

## Clasificación
Un análisis filogenético de 2016 encontró que Ixalerpeton era el pariente más cercano de Dromomeron. El árbol filogenético de dicho análisis es reproducido de manera simplificada a continuación:
|  | Lagerpeton                                                 |
|  |                                                            |
|  | \| \| Ixalerpeton \| \| \| \| \| \| Dromomeron \| \| \| \| |
|  |                                                            |
|  | Ixalerpeton                                                |
|  |                                                            |
|  | Dromomeron                                                 |
|  |                                                            |

|  | Ixalerpeton |
|  |             |
|  | Dromomeron  |
|  |             |

|  | Marasuchus |
|  | |
|  | \| \| Pseudolagosuchus \| \| \| \| \| \| Lewisuchus \| \| \| \| \| \| Saltopus \| \| \| \| \| \| Dinosauria \| \| \| \| |
|  | |
|  | Pseudolagosuchus |
|  | |
|  | Lewisuchus |
|  | |
|  | Saltopus |
|  | |
|  | Dinosauria |
|  | |

|  | Pseudolagosuchus |
|  |                  |
|  | Lewisuchus       |
|  |                  |
|  | Saltopus         |
|  |                  |
|  | Dinosauria       |
|  |                  |

|  | Lagerpeton                                                 |
|  |                                                            |
|  | \| \| Ixalerpeton \| \| \| \| \| \| Dromomeron \| \| \| \| |
|  |                                                            |
|  | Ixalerpeton                                                |
|  |                                                            |
|  | Dromomeron                                                 |
|  |                                                            |

|  | Ixalerpeton |
|  |             |
|  | Dromomeron  |
|  |             |

|  | Marasuchus |
|  | |
|  | \| \| Pseudolagosuchus \| \| \| \| \| \| Lewisuchus \| \| \| \| \| \| Saltopus \| \| \| \| \| \| Dinosauria \| \| \| \| |
|  | |
|  | Pseudolagosuchus |
|  | |
|  | Lewisuchus |
|  | |
|  | Saltopus |
|  | |
|  | Dinosauria |
|  | |

|  | Pseudolagosuchus |
|  |                  |
|  | Lewisuchus       |
|  |                  |
|  | Saltopus         |
|  |                  |
|  | Dinosauria       |
|  |                  |

|  | Lagerpeton                                                 |
|  |                                                            |
|  | \| \| Ixalerpeton \| \| \| \| \| \| Dromomeron \| \| \| \| |
|  |                                                            |
|  | Ixalerpeton                                                |
|  |                                                            |
|  | Dromomeron                                                 |
|  |                                                            |

|  | Ixalerpeton |
|  |             |
|  | Dromomeron  |
|  |             |

|  | Marasuchus |
|  | |
|  | \| \| Pseudolagosuchus \| \| \| \| \| \| Lewisuchus \| \| \| \| \| \| Saltopus \| \| \| \| \| \| Dinosauria \| \| \| \| |
|  | |
|  | Pseudolagosuchus |
|  | |
|  | Lewisuchus |
|  | |
|  | Saltopus |
|  | |
|  | Dinosauria |
|  | |

|  | Pseudolagosuchus |
|  |                  |
|  | Lewisuchus       |
|  |                  |
|  | Saltopus         |
|  |                  |
|  | Dinosauria       |
|  |                  |

|  | Lagerpeton                                                 |
|  |                                                            |
|  | \| \| Ixalerpeton \| \| \| \| \| \| Dromomeron \| \| \| \| |
|  |                                                            |
|  | Ixalerpeton                                                |
|  |                                                            |
|  | Dromomeron                                                 |
|  |                                                            |

|  | Ixalerpeton |
|  |             |
|  | Dromomeron  |
|  |             |

|  | Marasuchus |
|  | |
|  | \| \| Pseudolagosuchus \| \| \| \| \| \| Lewisuchus \| \| \| \| \| \| Saltopus \| \| \| \| \| \| Dinosauria \| \| \| \| |
|  | |
|  | Pseudolagosuchus |
|  | |
|  | Lewisuchus |
|  | |
|  | Saltopus |
|  | |
|  | Dinosauria |
|  | |

|  | Pseudolagosuchus |
|  |                  |
|  | Lewisuchus       |
|  |                  |
|  | Saltopus         |
|  |                  |
|  | Dinosauria       |
|  |                  |

## Paleobiología
De manera similar a lo que se observa en las formaciones de Ischigualasto y en Chinle, la Formación Santa Maria preserva la asociación de un dinosauromorfo no dinosaurio, como Ixalerpeton junto a un dinosaurio, en este caso Buriolestes. Esto indica que los dinosaurios no reemplazaron de manera inmediata a sus antecesores dinosauromorfos.